# Edibius
Edibius ou Odibic fut un évêque d'Amiens au VIe siècle.

## Biographie
Nous ne connaissons rien de ce personnage hormis qu'il participa au Concile d'Orléans, en 511,  qui se réunit sous la présidence de Clovis. Ce concile condamna l’arianisme, définit des règles régissant les relations entre le pouvoir royal et l’Église et réaffirma le droit d'asile.
Le nom de cet évêque figure au bas du testament de l'archevêque Rémi de Reims.